# Малкълм II
Малкълм II (на шотландски келтски: Máel Coluim An Forranach) е крал на Шотландия (1005 – 1034).

## Управление
Малкълм II предприема грабителски поход в Англия и стига чак до Дърам. Като отговор на акцията анличаните организират насрещен поход, с който му отнемат местността Лодиян, която Малкълм II си връща едва през 1018 г., когато ги разбива при Кархъм на река Туид.
Крал Малкълм II е твърдо решен да бъде наследен от собственя си син, а не от някой братовчед или племенник, както повелява системата на наследяване tanistry. За да постигне своята цел, той се отървава от редица близки родственици, претенденти за трона, и след смъртта на Оуен Плешивия (1015 г.) успява да постави внука си Дънкан (син на британска принцеса) на трона на Кралство Стратклайд. През 1034 г. Малкълм II умира и Дънкан го наследява. Така в едно са свързани шотландското и британското кралство, полагайки нов етап в обединението на Шотландия.